# Jorsale

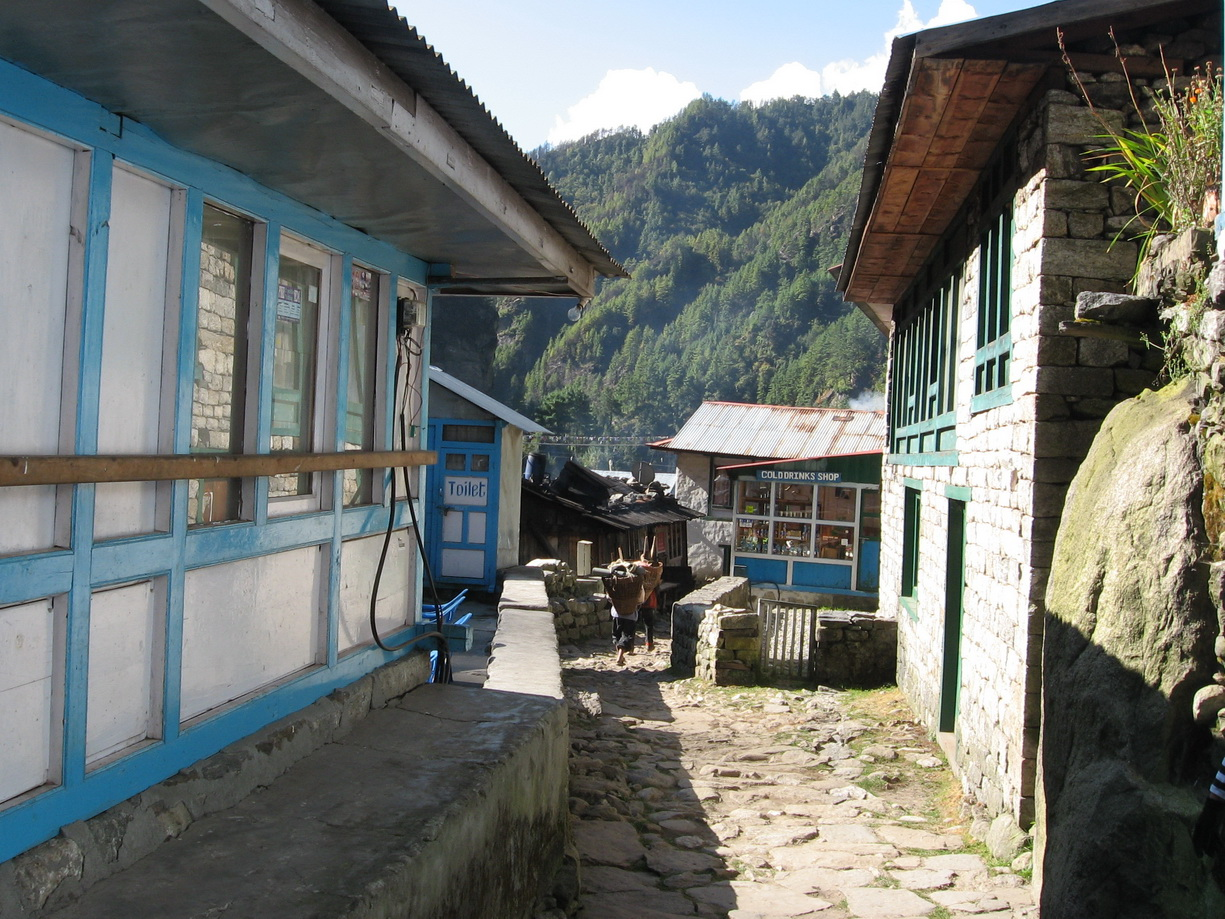
Village de Jorsale

Jorsale est un petit village dans le Khumbu au Népal. Il se trouve au nord de Monjo et au sud de Namche Bazaar, sur la rive droite de la rivière Duth Kosi, il est situé à 2 740 m d'altitude,.
Le sentier commence à Lukla et Jorsale est le dernier village avant Namche Bazar, l'escale principale pour les alpinistes en route vers le Mont Everest au Parc national de Sagarmatha, à travers les sentiers qui traversent Gokyo et Tengboche. Le parc est classé par l'UNESCO comme un site du patrimoine mondial depuis 1979.
La fonction principale du village est de soutenir l'industrie du tourisme et, à ce titre, se compose d'une série d'hôtels, auberges et une boulangerie.